# 5811 Keck
5811 Keck (1988 KC) là một tiểu hành tinh vành đai chính được phát hiện ngày 19 tháng 5 năm 1988 bởi E. F. Helin ở Palomar.